# Der Dunkelgraf

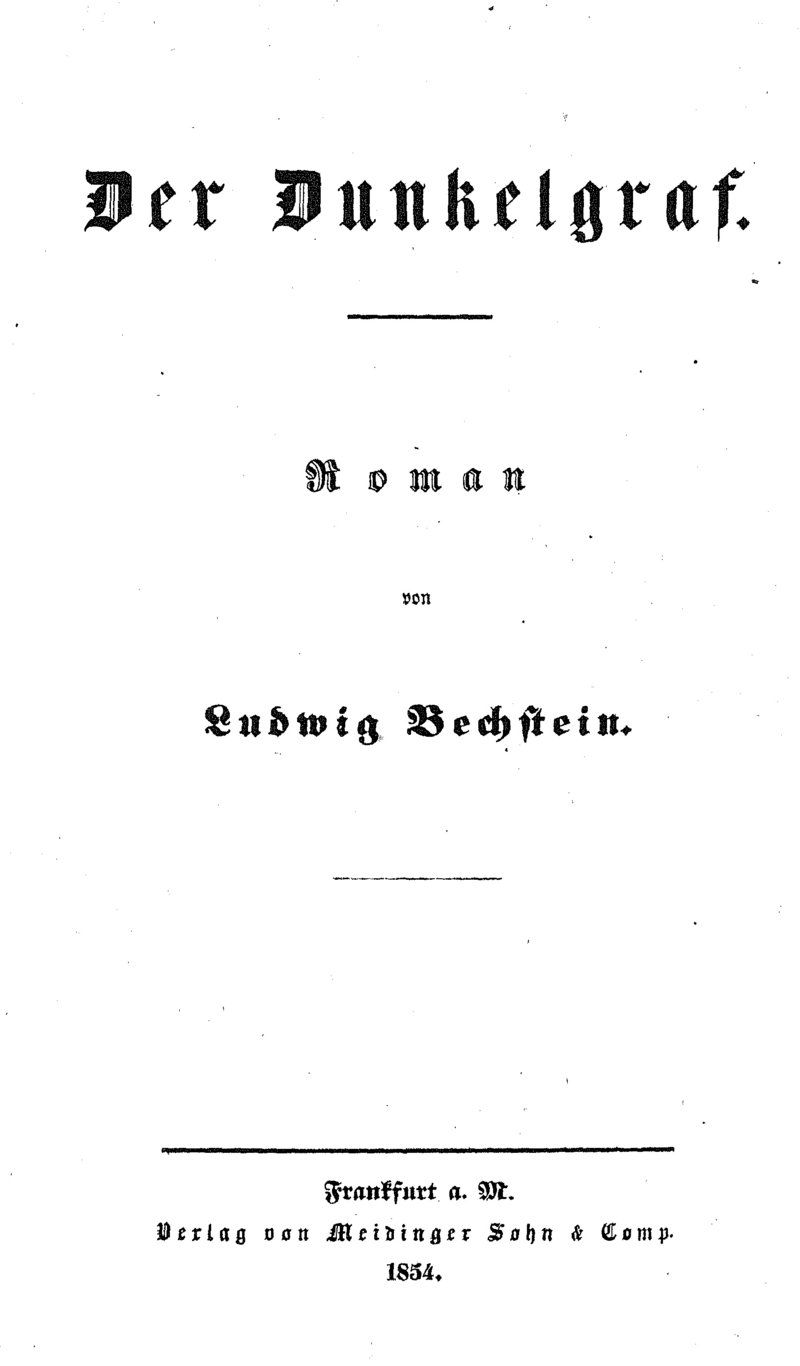
Titelseite der Originalausgabe

Der Dunkelgraf ist der Titel eines 1854 erschienenen historischen Romans von Ludwig Bechstein.

## Inhalt
Der Roman ist an die Geschichte des „Dunkelgrafen“ und der „Dunkelgräfin“ angelehnt, eines geheimnisumwobenen Paares, das von 1810 bis 1837 auf einem Schloss im Dorf Eishausen bei Hildburghausen lebte. In den beiden ersten Teilen („Der Jüngling“, „Die Flüchtlinge“) werden die unklaren Herkunftsgeschichten des jungen Grafen Ludwig Carl und des Mädchens Sophie Charlotte erzählt, bevor sich im dritten Teil („Das stille Schloß“) die Handlung nach Eishausen bei Hildburghausen verlagert.
Der Dunkelgraf erschien in einer Auflage von 10.000 Exemplaren als dritter Band der von Otto Müller (1816–1894) herausgegebenen Reihe „Deutsche Bibliothek“, einer bei Meidinger in Frankfurt erscheinenden „Sammlung auserlesener Original-Romane“ (nach 12 Bänden und dem Konkurs des Verlages 1857 eingestellt).

## Ausgaben
- Ludwig Bechstein: Der Dunkelgraf. Meidinger, Frankfurt (Main) 1854 (Digitalisat und Volltext im Deutschen Textarchiv).